# Ormtillandsia
Ormtillandsia (Tillandsia balbisiana) är en art inom familjen ananasväxter. Arten växter naturligt i södra och sydöstra USA och söderut till Sydamerika.

## Synonymer
Platystachys digitata Beer
Tillandsia cubensis Gand
Tillandsia urbaniana Wittm